# Ian Rutherford
Ian C. Rutherford (* 1959) ist ein britischer Gräzist und Professor für Griechisch an der Universität Reading.

## Leben
Rutherford studierte in Oxford und war anschließend Dozent in Harvard, bevor er an die Universität Reading gerufen wurde. Forschungsaufenthalte haben ihn an das Center for Hellenic Studies in Washington, D.C. und an die University of Cincinnati geführt.
2023 wurde Rutherford zum Mitglied der British Academy gewählt.

## Forschungsschwerpunkte
Rutherford arbeitet zur frühgriechischen Dichtung, zur Lyrik wie zur Epik, insbesondere zum Paian und zum Frauenkatalog des Hesiod. Dabei interessieren ihn Fragen nach der Aufführung, nach Wanderdichtern, nach der Gattung, der Chronologie und der Überlieferung auf Papyrus. Auf dem Gebiet der antiken griechischen Religion interessiert ihn vor allem das Phänomen der theoria, der staatlich unterstützten ‘Wallfahrt’ zu Heiligtümern, aber auch Verbindungen zwischen der griechischen und den orientalischen Religionen. Darüber hinaus beschäftigt sich Rutherford mit den Verbindungen zwischen den altanatolischen Kulturen und der mykenischen Kultur im Griechenland des 2. Jahrtausends v. Chr. einerseits und den Kontakten zwischen dem antiken Ägypten und Griechenland andererseits.
Rutherford ist Mitglied des von Ewen Bowie und André Lardinois begründeten Network for the Study of Archaic and Classical Greek Song.

## Schriften (Auswahl)
- (mit R. Bagnall, B. Frier): The census list P.Oxy.984a (= P.Oxy.841 Recto). The Reverse of Pindar's Paeans in Pap.Brux. 29. Leiden 1998.
- Canons of Style in the Antonine Age: the theory of "ideai" and its literary context, with a translation of Anonymous, Peri Aphelous Logou. Oxford 1998, ISBN 0-19-814729-5, Google Bücher
- Pindar's Paeans. A Reading of the Fragments with a Survey of the Genre. Oxford: OUP 2001, ISBN 0-19-814381-8, Google Bücher
- (Hg., mit Jas Elsner): Pilgrimage in Greco-Roman and Early Christian Antiquity: Seeing the Gods. Oxford: Oxford University Press 2005, ISBN 0-19-925079-0, Google Bücher
- Prosodion. Approaches to a Lyric Genre. Neapel 2004.
- Achilles and the Sallis Wastais Ritual. Performing Death in Greece and Anatolia. In: N. Laneri (Hg.): Performing Death. Social Analyses of Funerary Traditions in the Ancient Near East and Mediterranean. Chicago: Oriental Institute 2007, 223–236.
- Theoria and Theatre at Samothrace. The Dardanos of Dymas. In: Wilson, P. (Hg.): The Greek Theatre and Festivals Documentary Studies. Oxford, Oxford University Press 2007, 279–293.
- The Song of the Zintuhis. Choral and Ritual in Anatolia and Greece. In: B. J. Collins, M. Bachvarova and I. C. Rutherford (Hgg.): Anatolian Interfaces. Oxford, Oxbow Books 2007, 73–84.
- (Hg., mit Richard Hunter): Wandering Poets in Ancient Greek Culture: Travel, Locality and Pan-Hellenism. Cambridge/New York: Cambridge University Press, 2009. ISBN 978-0-521-89878-2. Rezension von: Roosevelt Rocha, in: Bryn Mawr Classical Review 2010.01.55